# Rezerwat przyrody Dąbrowa Polańska
Rezerwat przyrody Dąbrowa Polańska – leśny rezerwat przyrody utworzony w 2000 r. na terenie gminy Iłża w powiecie radomskim, na gruntach Nadleśnictwa Marcule. Zajmuje powierzchnię 28,55 ha.
Celem ochrony jest zachowanie zanikającego w Polsce zespołu świetlistej dąbrowy z licznym udziałem roślin chronionych i rzadkich.
Rezerwat położony jest w centralnej, najwyższej części uroczyska „Polany” w przedziale wysokości 200–211 m n.p.m.
Na terenie rezerwatu występuje około 100-letni drzewostan dębu bezszypułkowego i sosny pospolitej. Stwierdzono tu obecność 150 gatunków roślin naczyniowych, z ciekawszych gatunków występują tu: orlik pospolity, parzydło leśne, pomocnik baldaszkowy, naparstnica zwyczajna, lilia złotogłów, podkolan biały, gnieźnik leśny, wawrzynek wilczełyko, miodunka wąskolistna, jaskier wielokwiatowy, dzwonek brzoskwiniolistny, dziurawiec skąpolistny, miodownik melisowaty, pierwiosnek lekarski, przylaszczka pospolita, kłosownica leśna, perłówka zwisła, wilczomlecz słodki, wiechlina gajowa, groszek czerniejący, bukwica lekarska, rozchodnik wielki, ciemiężyk białokwiatowy.